# Aspidoscelis inornata
Cnemidophorus inornatus là một loài thằn lằn trong họ Teiidae. Loài này được Baird mô tả khoa học đầu tiên năm 1859.
Loài này được tìm thấy ở Hoa Kỳ, Arizona, New Mexico và Texas, và ở miền bắc Mexico ở Chihuahua, Coahuila, Durango, Zacatecas, San Luis Potosí và Nuevo León. Một số lượng lớn các nghiên cứu đã được thực hiện đối với loài này vào giữa những năm 1990, với một số phân loài mới được thêm vào, trong đó một số nguồn được cho là đủ khác biệt để đảm bảo trạng thái loài đầy đủ và nghiên cứu đang được tiến hành. 

## Mô tả
Loài này có thân dài từ 6,5 đến 9,5 inch. Loài này thường có màu đen, với sọc màu vàng hoặc trắng từ đầu đến đuôi, và dưới màu xanh nhạt. Nó mảnh mai, với đuôi màu xanh có chiều dài khoảng ba lần. Màu xanh dương rõ rệt hơn ở nam giới so với nữ giới. Chúng không phải lúc nào cũng có sọc hoặc màu xanh, đôi khi chúng có màu nâu với các mảng đậm hơn để hòa trộn với cát hoặc đất.